# Marcus Svensson (musiker)
Frans Markus Svensson, född 26 januari 1973 i Frändefors församling, Älvsborgs län, är en svensk folkmusiker och pedagog. Han var tidigare medlem i grupperna Trio Patrekatt och Kalabra. 
Svensson är en av medlemmarna i Nyckelharporkestern. Han spelar kontrabasharpa, silverbasharpa, kromatisk nyckelharpa och oktavnyckelharpa. Han arbetar som frilansande musiker och pedagog samt är lärare på Gotlands folkhögskola i Hemse.
Svensson blev riksspelman 1992 och världsmästare i kromatisk nyckelharpa 1998. Han är sedan sommaren 2018 en av ledamöterna i Zornmärkesjuryn.

## Diskografi

### Solo
- 2019 – Wesslén

### Kalabra
- 1997 – Kalabra
- 2000 – Folka

### Trio Patrekatt
- 1997 – Adam

### Nyckelharporkestern
- 1995 – Till Eric
- 2000 – Byss-Calle
- 2003 – N.H.O.

### Medverkan
- 1997 – Niklas Roswall
- 2007 – Olov Johansson – I lust och glöd